# Erich Bartsch (Tiermediziner)
Erich Willy Gustav Bartsch (* 4. Januar 1890 in Leipzig; † 9. Oktober 1941 an der Ostfront) war ein deutscher Generalveterinär der Wehrmacht.

## Leben
Erich Bartsch studierte Veterinärmedizin in Berlin und gehörte seit 1911 der Berliner Burschenschaft Arminia an. Er diente im Ersten Weltkrieg, ab 1914 als Feldunterveterinär und ab 1918 als Oberveterinär. 1915 wurde er im Mörser-Regiment 5 Veterinär und bestand seine tierärztliche Fachprüfung. Im gleichen Jahr kam er in den Stab des Armee-Oberkommandos der VIII. Armee und erhielt das Eiserne Kreuz. 1919 wurde er, mittlerweile beim Armee-Oberkommando 5, mit dem Eisernen Kreuz I. Klasse ausgezeichnet.
1922 promovierte er in Berlin mit dem Thema Über Abbau und Verwertung des Tripropionins im Tierkörper.
Er diente im Reichsheer der Reichswehr und war 1932 als Oberstabsveterinär (Beförderung am 1. Oktober 1931) bei der 5. Fahr-Abteilung. Am 1. November 1935 zum Oberfeldveterinär befördert, wurde er mit der Mobilmachung 1938 Divisions-Veterinär der 14. Infanterie-Division und wurde am 1. April 1939 Oberstveterinär. Ab dem 1. Februar 1940 war er als Korps-Veterinär des XXVII. Armeekorps eingesetzt. Am 1. Oktober 1941 noch zum Generalveterinär befördert, fiel er nur sieben Tage später an der Ostfront.

## Werke (Auswahl)
- Die Räude der Pferde als Kriegstierseuche. Mittler & Sohn, 1930.